# 지구의 자전

지구의 자전

지구의 자전은 지구가 남극과 북극을 지나는 선을 축으로 하루(24시간)에 한 바퀴의 주기로 회전하는 현상으로, 밤과 낮이 발생하는 원인이 된다.

## 특성
서에서 동으로, 시간당 15°씩, 4분당 1°씩 회전한다.
시간대별 지구의 자전 각도는 다음과 같다.
| 00시 | 0°   |
| 01시 | 15°  |
| 02시 | 30°  |
| 03시 | 45°  |
| 04시 | 60°  |
| 05시 | 75°  |
| 06시 | 90°  |
| 07시 | 105° |
| 08시 | 120° |
| 09시 | 135° |
| 10시 | 150° |
| 11시 | 165° |
| 12시 | 180° |
| 13시 | 195° |
| 14시 | 210° |
| 15시 | 225° |
| 16시 | 240° |
| 17시 | 255° |
| 18시 | 270° |
| 19시 | 285° |
| 20시 | 300° |
| 21시 | 315° |
| 22시 | 330° |
| 23시 | 345° |
| 24시 | 360° |

지구의 자전으로 별과 태양의 일주운동이 발생하여 낮과 밤이 생긴다. 지구의 자전으로 인공위성은 궤도가 서쪽으로 치우쳐 이동하며, 푸코 진자의 진동면이 회전하기도 한다. 코리올리 효과도 지구의 자전에 의한 것이다.

## 자전 속력의 변화
지구 표면의 바닷물은 달의 인력 때문에 달의 방향과 반대 방향으로 부풀려 올라간다. 지구는 자전하고 있기 때문에 바닷물과 그 밑의 지구 사이에 마찰이 생겨 지구의 자전 속도는 조금씩 늦어지는데, 그 양은 100년 만에 하루의 길이가 0.0016초 길어지는 정도의 작은 수치이다. 하지만, 100년이 지나면 29초나 늦어지게 되며, 10000년이면 48분 40초가 된다.
지구의 자전은 1000분의 1초대의 어긋남이 있어 계절에 의한 변화가 일어나는 것도 알려져 있다. 또한 지진이 일어났을 때 자전 속력이 갑자기 불연속적으로 변하는 일도 있다. 그 밖에 지구 내부의 질량 분포의 변화, 해류의 변화, 기압 배치의 변화에 의해서도 자전 속력이 변한다.

## 같이 보기
- 지구의 궤도
- 태양계의 형성과 진화
- 측지선
- 측지학
- 지구의 역사
- 로스비 파동
- 지구설
- 세계 지구 좌표 시스템